# 黒田治
黒田 治（くろだ おさむ、1964年5月23日 - ）は、日本のラジオパーソナリティー。東京都出身。

## 出演

### 現在出演中の番組

#### テレビ
- 東京ホンマもん教室（TOKYO MX,2020年11月8日-現在）　情報番組のナレーション

#### CM
- 妖怪ウォッチシリーズ 妖怪ワールド通販番組編

### 過去の出演番組

#### テレビ
- モーニングCROSS（TOKYO MX)（月 - 金）

　　エンタメクロス　芸能＆スポーツ生ナレーション。新聞記事プレゼンコーナー。
　　みんなのニュースコーナーMC等々担当。
- DO YOU?サタデー（BSフジ） 2時間大型生情報番組 全国放送 番組進行
- 知りたがり!（フジテレビ）（月 - 木）情熱ウッチャー ヨコ並び研究担当
- 今夜はアリエナイト（フジテレビ）MC・グレイ太 役（声の出演）
- IPPONGPスカウト（フジテレビ）ネタ披露
- ミラクルファーム（テレビ朝日）クイズパネラー
- 人志松本のすべらない話（フジテレビ）観覧ゲスト
- クイズ先端ニューカマー（MXテレビ）司会
- クイズ先端tic（MXテレビ）司会
- THE 三つ巴（フジテレビ）パネラー
- 2時っチャオ!（TBSテレビ）スタジオプレゼンター レポーター
- DATV開局記念特番 （スカイパーフェクTV）キャスター
- イブニング・ファイブ（TBSテレビ）レポーター
- きょう発プラス!（TBSテレビ）スタジオプレゼンター レポーター
- ワイド!スクランブル（テレビ朝日）スタジオプレゼンター レポーター
- 2時のホント（フジテレビ）スタジオプレゼンター リポーター
- FNNスーパーニュース（フジテレビ）リポーター
- モーニングEye（TBSテレビ）リポーター
- フレッシュ（TBSテレビ）レポーター
- 3時ヨこい!（フジテレビ）スタジオプレゼンター レポーター
- モーニングJAM（テレビ東京）スポーツ生ナレーション
- ごきげん情報局（千葉テレビ） キャスター
- タウンガイド（千葉テレビ） キャスター
- 横浜ASフリューゲルスアワー（テレビ神奈川） スポーツナレーション
- 桃色学園都市宣言!!（フジテレビ）

#### ラジオ
- Yes! Morning（FM FUJI）（水・木）メインパーソナリティー　ニュース情報番組
- 夕焼けHEADLINE（FM NACK5）（月 - 木）メインパーソナリティー　ニュース情報番組
- NACK Will（FM NACK5）メインパーソナリティー
- ＡＢＣタイム （FM NACK5）　メインパーソナリティー
- 夕焼けSHUTTLE（FM NACK5）（月 - 木）メインパーソナリティー　ニュース情報番組
- 黒田治のラジオランデブー（東海ラジオ）メインパーソナリティー
- ACCESS TO YOU（FM NACK5）メインパーソナリティー
- RADIO-X（FM NACK5）メインパーソナリティー
- DREAM GOES ON（bayfm）パーソナリティー
- ニッポン長寿企業（JFN）メインパーソナリティー
- ストリーム（TBSラジオ）黒田治の東京オッズメーカー
- 黒田治 今夜はOK.OK.（東海ラジオ）メインパーソナリティー
- 2COOL!（東海ラジオ） 月曜メインパーソナリティー
- ポップスパレード（TBSラジオ）メインパーソナリティー
- 黒田治のすこぶるO,K!!（FM NACK5）メインパーソナリティー
- 黒田治のPARO PARO（FM NACK5）メインパーソナリティー
- MAGICAL SNOWLAND（FM NACK5）メインパーソナリティー
- なんだなんだ（文化放送）なんだなんだ調査隊
- WAHT'S UP YOKOHAMA（FM yokohama） レポーター
- もっとGENKIに Friday Night（東海ラジオ）メインパーソナリティー
- 人生楽しくってしょうがない（東海ラジオ）メインパーソナリティー
- 特番 ロイヤルホリデー放送局（ニッポン放送）リポーター

#### ドラマ
- 土曜ワイド劇場 女検事の報復（テレビ朝日）リポーター役
- 土曜ワイド劇場 松本清張没後10年記念 黒の奔流（テレビ朝日）キャスター役
- 月曜ドラマランド（フジテレビ）
- 桃色学園都市宣言 合羽坂学園（フジテレビ）
- 恋のStep Up（TBSテレビ）1話完結 主役
- 日本列島ただいま6時（NHK）1話完結 主役

#### CM
- 妖怪ウォッチ メイン
- メガネドラッグ アスク・シリーズミー
- NEC文字多重放送 MOJI MOJIシリーズ 高橋英樹の息子役
- ヴィックス・コフ・ドロップ エヘン虫シリーズ メイン
- コスモ証券 和田勉CM初演出作品
- カゴメレンジランチョン メイン
- アート引越センター(2009年)作業員役

#### インフォマーシャル
- キリン コクの時間

#### 映画
- ダウンタウンヒーローズ
- アイドルを探せ

#### Vシネマ
- 仁義なきイレブン
- ビー・バップ・ハイスクール

#### PV
- 佐川急便
- ファイザー製薬 社内研修ビデオ
- NEC文字多重放送
- 日立 静御前洗濯機
- コスモ石油 夏まつり
- 日本製粉

#### 舞台
- PLAY HOUSE LIVE（シアターアプル）
- 渡辺プロダクション ビッグサーズディ 定期公演（109スタジオ）
- LUCY SHOW（ルミネホール）
- 8人の腕時計（シアター代官山）

#### ゲーム
- テイルズ オブ シンフォニア（オリジン）
- テイルズ オブ シンフォニア ユニゾナントパック（オリジン）